# Sông Somme
Sông Somme là một con sông ở vùng Picardy, bắc nước Pháp. Tên gọi Somme bắt nguồn từ tiếng Celt có nghĩa là yên tĩnh. Tỉnh Somme được đặt tên theo con sông này.
Sông dài 245 km, từ nguồn ở vùng đất cao của khu rừng cũ Arrouaise tại Fonsommes gần Saint-Quentin, đến vịnh Somme trong eo biển Manche. Trong cuộc Chiến tranh thế giới lần thứ nhất, một trận chiến hết sức tàn khốc đã diễn ra bên sông Somme, từ ngày 1 tháng 7 cho đến ngày 18 tháng 11 năm 1916, giữa liên quân Anh - Pháp và quân Đức. Ngày đầu tiên của trận huyết chiến này đã trở thành cái ngày bi đát nhất trong lịch sử quân sự nước Anh, với biết bao sinh linh phải đổ máu. Tuy quân Anh và quân Pháp chiếm thêm được chút ít đất đai nhưng cuối cùng đã không thắng nổi quân Đức.